# الإخوة إيفيرلي

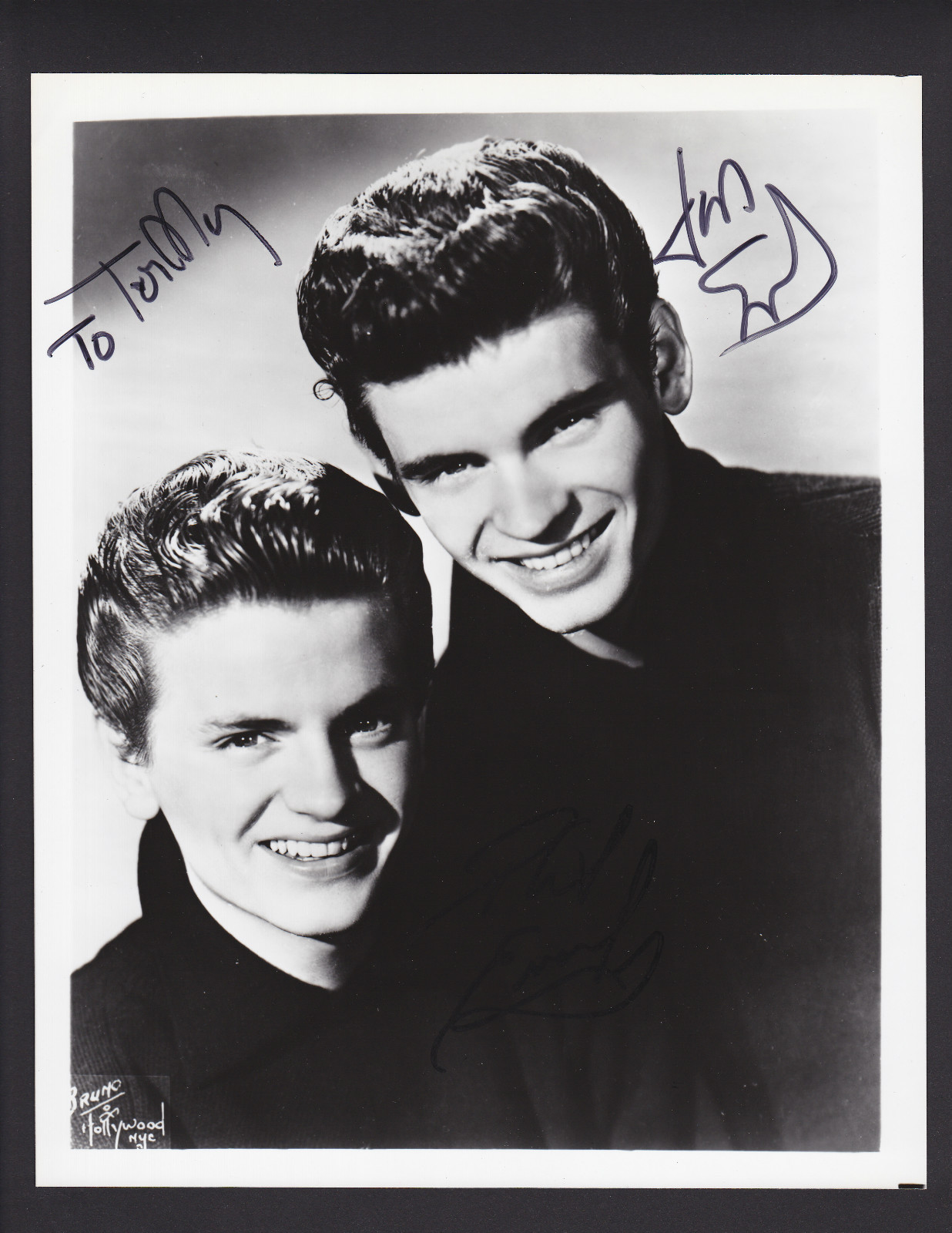
الإخوة إيفرلي

الإخوة إيفيرلي (بالإنجليزية: The Everly Brothers)‏ وهم أخوين اثنين وهم إسحاق دونالد إيفيرلي (بالإنجليزية: Isaac Donald "Don" Everly)‏ (ولد في 1 فبراير 1937) و فيل إيفيرلي (بالإنجليزية: Phillip "Phil" Everly)‏ (ولد في 19 يناير 1939-توفي في 3 يناير 2014) وهم مغنيا روك أند رول أمريكيان نشطوا في الغناء في سنوات الستينات.

## روابط خارجية
- الإخوة إيفيرلي على موقع الموسوعة البريطانية (الإنجليزية)
- الإخوة إيفيرلي على موقع ميوزك برينز (الإنجليزية)
- الإخوة إيفيرلي على موقع رولينغ ستون (الإنجليزية)
- الإخوة إيفيرلي على موقع أول ميوزيك (الإنجليزية)
- الإخوة إيفيرلي على موقع ديسكوغز (الإنجليزية)